# Vila do Ventura
A Vila do Ventura foi um povoado da época áurea do garimpo na Chapada Diamantina. Está localizada na cidade de Morro do Chapéu, no estado brasileiro da Bahia. É um patrimônio material estadual, tombado pelo Instituto do Patrimônio Artístico e Cultural da Bahia (IPAC), na data de 17 de janeiro de 2005, sob o processo de n.º 003 de 2004. A vila encontra-se abandonada.

## História
A Vila do Ventura teve seu início nos anos de 1840, formada por garimpeiros que descobriram, na região, diamante e carbonato. Os diamantes achados no garimpo eram vendidos na cidade de Lençóis e as primeiras vendas foram feitas por um garimpeiro chamado Ventura.
Entre os anos de 1840 e 1864, a vila começou a crescer. A descoberta de diamantes atraiu outros garimpeiros para a vila, que começaram a construir casas e comércios. Com o início da Guerra do Paraguai, muitos homens foram recrutados e a vila entrou em processo de decadência. Com o término da guerra, a vila volta a crescer e tem seu título elevado para distrito em 27 de agosto de 1906, sob a Lei Estadual n.º 680.
No final dos anos de 1920, a vila entra em decadência novamente, com a diminuição da venda de carbonato para a Europa, que era a maior parte da renda da vila. E no início dos anos de 1930, o declínio se acentuou com a escassez de diamante e com a crise na bolsa de valores.
No senso do Instituto Brasileiro de Geografia e Estatística (IBGE) de 1914, a vila possuía, aproximadamente, três mil e cento e dezesseis habitantes e no senso do IBGE do ano de 2000, a vila possuía quinze habitantes.

## Características
A Vila tem o formato em T, com o principal acesso pela Rua do Cemitério. Foi construída uma igreja no ponto mais alto da vila, chamada Nossa Senhora da Conceição de Ventura. Foram construídas, também, a Praça do Comércio, duas escolas (uma estadual e uma municipal), uma agência de correios, um teatro e um cemitério.
A Estrada Real passava pela vila, fazendo a conexão com várias áreas de exploração de diamantes.
Nas edificações remanescentes, percebe-se casas com arquitetura simples e outras de arquitetura mais trabalhadas em estilo eclético, com platibandas decoradas. As plantas baixas, da maioria das residências, se resumiam ao corredor central que interligava a sala de estar, localizada na direita do imóvel, com os fundos do imóvel, onde se localizava a sala de jantar juntamente com a cozinha. Os quartos ficavam entre a sala de estar e a sala de jantar.